# Drenaż francuski

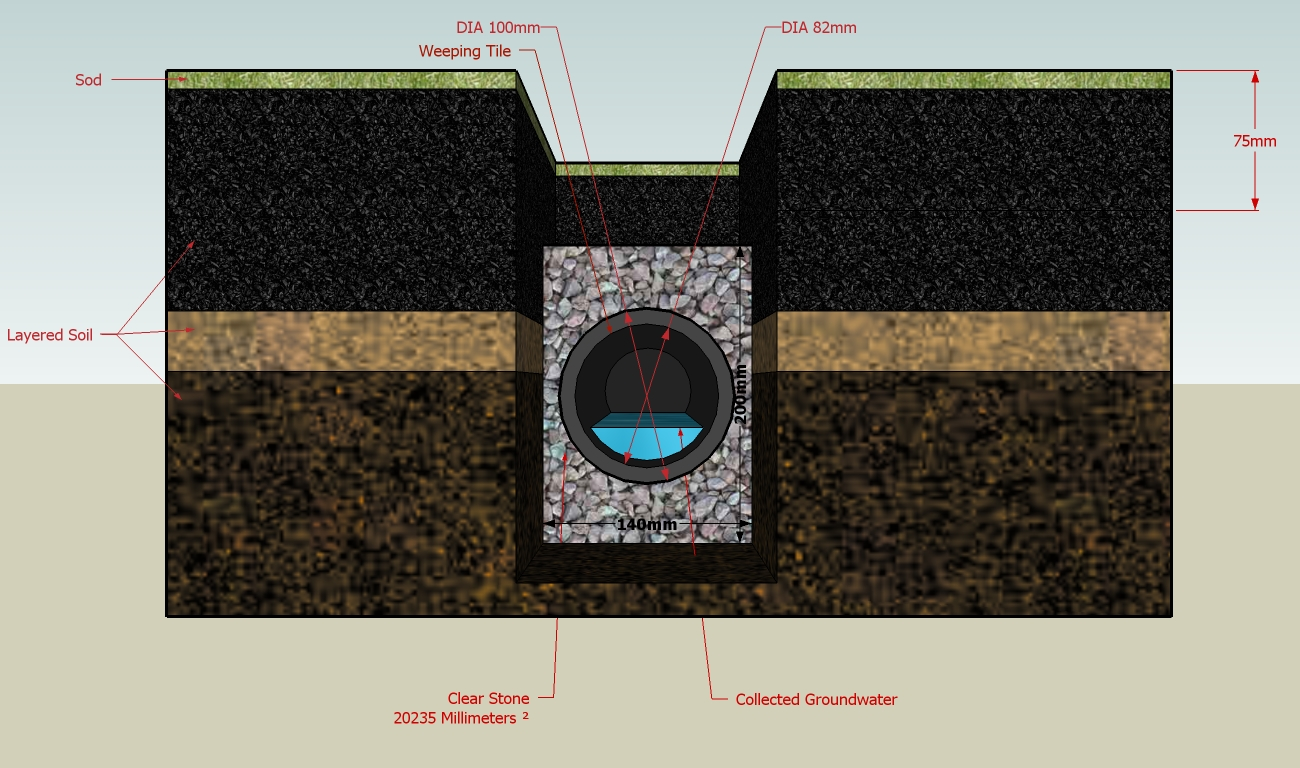
Schemat drenażu (ale nie francuskiego)

Drenaż francuski – element odwadniający, gdzie woda jest odprowadzana przy użyciu rowu wypełnionego kruszywem, odizolowanego od otaczającego gruntu geowłókniną, przykrytego warstwą przepuszczalnego gruntu. Może być także wykorzystywany jako odwodnienie powierzchniowe.
Zaletą drenażu francuskiego w porównaniu z tradycyjnym drenażem rurowym jest duża powierzchnia styku drenu z otaczającym gruntem, co powoduje, że (na skutek mniejszej prędkości wody przenikającej do drenu) mniej mikrocząstek dostaje się do wnętrza, zmniejszając zamulenie drenu. Ze względu na duże rozmiary, łatwiejsze jest też odwadnianie gruntów słabo przepuszczalnych (większy promień odwodnienia).
Do wad zalicza się dość powolne działanie oraz często niewystarczającą pojemność retencyjną.

## Materiały
Drenaż francuski, przewidziany do długotrwałego działania musi być wykonany z odpowiednich materiałów. Użyte powinno być kruszywo naturalne, ze skał niereagujących z wodą, nienasiąkających. Uziarnienie kruszywa powinno wynosić co najmniej 8 mm, bez udziału frakcji 0-8 mm. Najkorzystniejsze jest użycie frakcji 16/63 mm. Gdy trzeba zapewnić szybki przepływ wody, używa się kruszywa o większej granulacji, nawet przekraczającej 63 mm.
Geowłóknina powinna być nietkana, igłowana, o przepuszczalności odpowiedniej do danego drenu i odporna na starzenie. Okrycie kruszywa musi być szczelne, co uzyskuje się układając geowłókninę z odpowiednimi zakładami, a na wierzchu zszywając lub spinając.
Dreny francuskie odpowiednio wykonane z użyciem właściwych materiałów mają oczekiwany czas działania rzędu kilkudziesięciu lat.

## Nazwa
Nazwa prawdopodobnie powstała przez przekręcenie słowa trench (rów) na French (francuski). Istnieje również opinia, że nazwa pochodzi od nazwiska Henry Frencha, farmera, prawnika i sędziego ze stanu Massachusetts, który w 1859 roku napisał książkę pt. Drenaż rolniczy (Farm Drainage). Jeden z rozdziałów tej książki poświęcony jest temu zagadnieniu.